# Dmitri Ivanenko
Pour l’article homonyme, voir Ivanenko.
Dmitri Dmitrievich Ivanenko (en russe : Дми́трий Дми́триевич Иване́нко), né le 29 juillet 1904 à Poltava et mort le 30 décembre 1994 à Moscou, est un physicien théoricien soviétique qui a contribué à la physique du XXe siècle, en particulier dans les domaines de la physique nucléaire et de la théorie des champs.